# George Melford
George H. Melford (19 de febrero de 1877 - 25 de abril de 1961) fue un actor teatral y cinematográfico estadounidense, además de director, productor y guionista.

## Carrera
Nacido en Rochester (Nueva York), su verdadero nombre era George Henry Knauff. Melford era un nombre artístico adoptado, pues era el hijo de una inmigrante alemana, Henrietta Knauff. Tenía cuatro hermanas. Melford se graduó en la Universidad McGill de Montreal, Canadá. 
Era un buen actor teatral que trabajaba en Cincinnati, Ohio, antes de formar parte de Kalem Company, productora cinematográfica de Nueva York, en 1909. Contratado por Sidney Olcott para interpretar papeles de carácter, en el otoño de 1910 fue enviado con un equipo de filmación a la costa oeste de los Estados Unidos. En 1911, junto a Robert G. Vignola, codirigió su primer corto, protagonizado por Ruth Roland, y titulado "Arizona Bill" y basado en un guion escrito por él. A partir de entonces Melford dirigió otros treinta filmes para Kalem Studios hasta 1915, año en que fue contratado por Jesse L. Lasky para dirigir largometrajes para Paramount Pictures. Ese mismo año Melford se convirtió en uno de los miembros fundadores de la Motion Picture Directors Association.
En 1916 George Melford dirigió To Have and to Hold, un film basado en la novela de Mary Johnston, que había sido la más vendida en Estados Unidos en 1900. En 1921 dirigió el que probablemente fue su más famoso film mudo The Sheik, protagonizado por Rodolfo Valentino. 
Melford siguió con la compañía de Lasky durante diez años, y posteriormente pasó a Universal Studios, productora para la que dirigió su primer film sonoro en 1929. Al año siguiente codirigió cuatro películas en español, incluyendo la versión en ese idioma rodada en 1931 de Drácula. Melford la filmó simultáneamente a la versión inglesa, utilizando los mismos decorados, y rodando por las noches con un equipo y reparto diferentes.
Su último gran trabajo como director llegó en 1937 cuando él y Harry L. Fraser codirigieron el primer serial de Columbia Pictures, una producción de 15 episodios de aventuras de una hora de duración titulada Jungle Menace, y protagonizada por Frank Buck. 
A los sesenta años de edad Melford era adicto al trabajo y amaba el mundo del espectáculo. Sin embargo, aunque nunca paró de trabajar, necesitaba reducir su ritmo estresante como director, por lo que decidió actuar como actor de carácter, a pesar de que en 1946 Harry L. Fraser le convenció para codirigir "Jungle Terror," un largometraje secuela del exitoso serial Jungle Menace.
Por ello, tras haber dirigido más de 130 filmes se dedicó a interpretar pequeños papeles. En la década de 1940, Melford formó parte de la compañía de actores de carácter de Preston Sturges, actuando en seis películas escritas y dirigidas por. Además tuvo una notable actuación en 1956 en Los diez mandamientos.

## Vida personal
George Melford se casó con Louise Marsland en 1904. Louise era viuda, y tenía un hijo de un matrimonio previo con Albert W. LeRoy. Su hijo se llamaba Judson Calkins LeRoy, y tomó el apellido Melford por su padre adoptivo. Con el nombre de Judson Melford, actuó con su padre en varios títulos entre 1911 y 1913, incluyendo On the Warpath (1911).
George Melford tuvo posteriormente una relación sentimental con la actriz Jacqueline Logan, que motivó que el matrimonio se divorciara en 1924. Louise Marsland falleció en 1941, y Judson abandonó el apellido Melford, dedicándose durante treinta años a trabajar como electricista para Paramount Studios. 
El siguiente matrimonio de Melford, que duró menos de dos años, fue con la actriz Diana Miller, fallecida a causa de una tuberculosis en 1927, a los 25 años de edad.
George Melford actuó por última vez en el cine en 1960, con 83 años de edad, falleciendo en Hollywood, California, en 1961 a causa de una enfermedad cardiaca. Fue enterrado en el cementerio Valhalla Memorial Park de North Hollywood, California.

## Filmografía seleccionada
| - The Wayward Daughter (1909) - The Touch of a Child's Hand (1910) - When Two Hearts Are Won (1911) - The Bugler of Battery B (1912) - Perils of the Sea (1913) - The Barrier of Ignorance (1914) - Ambush (1939) - Brigham Young (1940) - Robbers of the Range (1941) - That Other Woman (1942) - Dixie Dugan (1943) - The Big Noise (Sin acreditar, 1944) - A Tree Grows in Brooklyn (Sin acreditar, 1945) - The Bride Wore Boots (Sin acreditar, 1946) - Thunder in the Valley (Sin acreditar, 1947) - When My Baby Smiles at Me (Sin acreditar, 1948) - The Stratton Story (Sin acreditar, 1949) - A Ticket to Tomahawk (Sin acreditar, 1950) - Carrie (Sin acreditar, 1952) - A Blueprint for Murder (Sin acreditar, 1953) - The Egyptian (Sin acreditar, 1954) - Prince of Players (Sin acreditar, 1955) - Los diez mandamientos - (Sin acreditar, 1956) - Bluebeard's Ten Honeymoons (1960) | - Arizona Bill (1911) - The Soldier Brothers of Susanna (1912) - The Battle of Bloody Ford (1913) - The Boer War (1914) - Young Romance (1915) - To Have and to Hold (1916) - Nan of Music Mountain (1917) - Wild Youth (1918) - The Sea Wolf (1920) - The Round-Up (1920) - The Sheik (1921) - Burning Sands (1922) - You Can't Fool Your Wife (1923) - The Dawn of a Tomorrow (1924) - Simon the Jester (1925) - Going Crooked (1926) - A Man's Past (1927) - Freedom of the Press (1928) - La Voluntad del muerto (The Cat and the Canary) (1930) - Drácula (1931) - The Viking (1931) - The Penal Code (1933) - Jungle Menace (serial) (1937) - Jungle Terror (1946) |

| - Behold My Wife (1920) - Moran of the Lady Letty (1922) - East of Borneo (1931) | - Arizona Bill (1911) - Prisoners of War (1913) - The Wartime Siren (Argumento, 1913) - The Fire-Fighting Zouaves (Argumento, 1913) - Big Timber (1924) - Sea Fury (1929) - Jungle Menace (Guion, 1937) |